# The Big Parade
The Big Parade, in Nederland bekend als De Groote parade, is een film uit 1925 onder regie van King Vidor. De film is gebaseerd op een toneelstuk van Joseph Farnham en het verhaal Plumes van Laurence Stallings.
De film was baanbrekend doordat hij de oorlog en de offers die daarin worden gebracht niet verheerlijkte, waarmee hij een inspiratiebron werd voor latere oorlogsfilms. De film werd een enorm succes en maakte van de twee hoofdrolspelers, John Gilbert en Renée Adorée, onmiddellijk sterren. De film bracht in de Amerikaanse bioscopen 6.400.000 dollar op en had een totale opbrengst van 22.000.000 dollar.

## Verhaal
Het is april 1917. Justyn Reed komt erachter dat de Verenigde Staten gaan meedoen aan de wereldoorlog. Ze haalt Jim Apperson over om mee te doen. Eenmaal in Frankrijk ontmoet hij Melisande. Ze worden verliefd. Echter, wanneer Jim erachter komt dat hij snel weer moet vertrekken, weet hij dat hun relatie niet lang zal duren.

## Rolverdeling
| Acteur          | Personage      |
| --------------- | -------------- |
| John Gilbert    | James Apperson |
| Renée Adorée    | Melisande      |
| Hobart Bosworth | Mr. Apperson   |
| Claire McDowell | Mrs. Apperson  |
| Claire Adams    | Justyn Reed    |
| Karl Dane       | Slim           |